# Drulity
Drulity (niem. Draulitten) – osada w Polsce w województwie warmińsko-mazurskim, w powiecie elbląskim, w gminie Pasłęk. Wieś jest siedzibą sołectwa Drulity w którego skład wchodzą również miejscowości Dargowo i Piniewo.
W latach 1975–1998 miejscowość administracyjnie należała do województwa elbląskiego.

## Zabytki
Do wojewódzkiego rejestru zabytków wpisane są obiekty:
- zespół pałacowy i folwarczny, poł. XIX, klasycystyczny, parterowy z poł. XIX w. Pałac posiada dwukondygnacyjny ryzalit i werandę ogrodową, fasady pocięte pilastrami[4].

## Przypisy

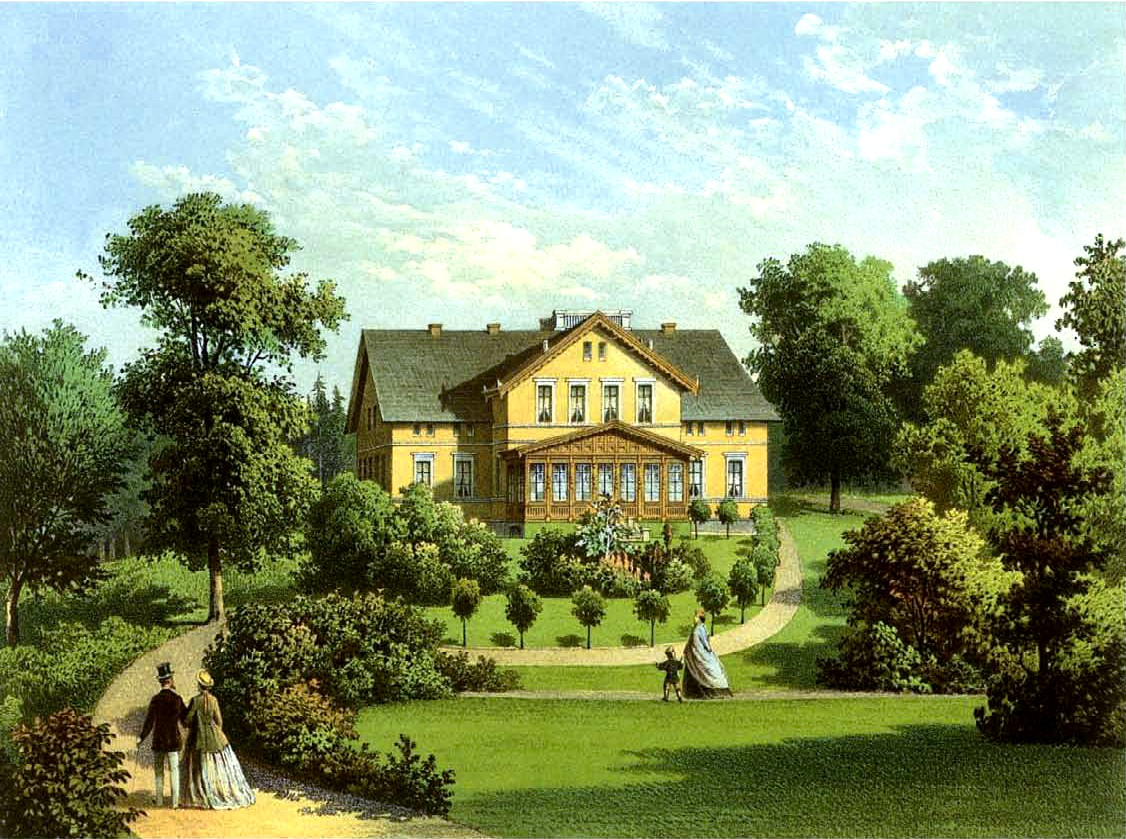
Pałac, XIX w.